# Cratere Puhioia
Puhioia  è un cratere sulla superficie di Venere.